# Przemysław Płacheta
Przemysław Płacheta (* 23. März 1998 in Łowicz) ist ein polnischer Fußballspieler.

## Karriere

### Verein
Płacheta spielte in seiner polnischen Heimat zunächst in den Nachwuchsmannschaften der Vereine Pelikan Łowicz, ŁKS Łódź, UKS SMS Łódź und Polonia Warschau. Von dort wechselte er im Sommer 2015 nach Deutschland in den Nachwuchs des Bundesligisten RB Leipzig. Im Sommer 2017 erfolgte sein Wechsel zum Drittligisten SG Sonnenhof Großaspach. Bei seinem neuen Verein kam er auch zu seinem Profidebüt, als er am 4. Spieltag bei der 0:5-Auswärtsniederlage beim SC Paderborn 07 in der 76. Spielminute für Pascal Sohm eingewechselt wurde. In der Winterpause wurde sein ursprünglich bis 2019 laufender Vertrag auf persönlichen Wunsch aufgelöst und er wechselte zurück in seine polnische Heimat zum Zweitligisten Pogoń Siedlce. Bereits im Sommer 2018 wechselte er ligaintern zu Podbeskidzie Bielsko-Biała. Zur Saison 2019/20 erfolgte sein Wechsel zum polnischen Erstligisten Śląsk Wrocław.
Im Sommer 2020 verpflichtete ihn der englische Zweitligist Norwich City, mit dem er am Saisonende in die Premier League aufstieg, nach einem Jahr jedoch wieder abstieg. In der Hinrunde der Saison 2022/23 spielte Płacheta auf Leihbasis beim Zweitliga-Konkurrenten Birmingham City.
Anfang Februar 2024 wechselte er zu Swansea City.

### Nationalmannschaft
Płacheta lief ab der polnischen U-18 in allen Nachwuchsmannschaften des polnischen Fußballverbands auf und erzielte in insgesamt 17 Spielen ein Tor.
Im November 2020 debütierte er in der polnischen A-Nationalmannschaft bei einem Freundschaftsspiel gegen die Ukraine. Zur Fußball-Europameisterschaft 2021 wurde er in den polnischen Kader berufen, kam aber mit diesem nicht über die Gruppenphase hinaus.